# Från jordens mörker
Från jordens mörker är psalmtext översatt till svenska från engelska av Erik Nyström.  Till finska översatte Olli Vuorinen 1881 texten för sången Sumusta maan ja ajan vaivasta publicerad i samlingen Lauluja Karitsan kiitokseksi.
Den finska texten har senare nyöversatts till svenska av Elis Sjövall.  Sången har fyra 4-radiga verser.
Melodi tonsatt av Theodor Söderberg. f-moll, 4/4

## Publicerad i
- Sånger till Lammets lof sjätte häftet år 1877 nr 166, under rubriken "Hemlängtan".
- Sions Sånger 1951 nr 212 under avsnittet "Tillägg".
- Sions Sånger 1981 nr 216 under rubriken "Längtan till hemlandet".